# Zwiartówek-Kolonia
Zwiartówek-Kolonia – kolonia w Polsce położona w województwie lubelskim, w powiecie tomaszowskim, w gminie Rachanie.
W latach 1975–1998 miejscowość administracyjnie należała do województwa zamojskiego.
Według Narodowego Spisu Powszechnego z roku 2011 wieś liczyła 26 mieszkańców.